# سام مريديث
سام مريديث (بالإنجليزية: Sam Meredith)‏ هو لاعب كرة قدم بريطاني (وحمل سابقاً جنسية المملكة المتحدة لبريطانيا العظمى وأيرلندا) في مركز الدفاع، ولد في 5 سبتمبر 1872 في المملكة المتحدة، وتوفي في 25 ديسمبر 1921. شارك مع منتخب ويلز لكرة القدم. أما مع النوادي، فقد لعب مع ستوك سيتي وChirk AAA F.C. ‏ ونادي ليتون ‏.